# Ahmad Jamal
Ahmad Jamal (jako Frederick Russell Jones; 2. července 1930 Pittsburgh, Pensylvánie, USA – 16. dubna 2023) byl americký jazzový klavírista a hudební skladatel. Po ukončení střední školy v roce 1948 začal koncertovat s orchestrem George Hudsona.
V roce 1950 si nechal změnit jméno na Ahmad Jamal a následně založil vlastní trio, nejprve nazvané The Three Strings a následně přejmenované na Ahmad Jamal Trio. Vedle jiných v něm v různých obdobích hráli například kontrabasisté Eddie Calhoun, Israel Crosby, kytarista Ray Crawford, kterého později nahradil bubeník Vernel Fournier.
V roce 1994 získal ocenění NEA Jazz Masters.